# Fumio Kishida
Pour les articles homonymes, voir Kishida, Gouvernement Kishida I et Gouvernement Kishida II.
Fumio Kishida (岸田 文雄, Kishida Fumio), né le 29 juillet 1957 à Tokyo, est un homme d'État japonais, membre du Parti libéral-démocrate (PLD). Il est Premier ministre du 4 octobre 2021 au 1er octobre 2024.
Il est élu à la Chambre des représentants pour le 1er district électoral de Hiroshima depuis 1993. Il est ministre d'État dans le premier gouvernement de Shinzō Abe puis de son successeur Yasuo Fukuda entre août 2007 et août 2008, étant à 50 ans le benjamin de l'équipe exécutive. Il assume initialement la délégation à Okinawa et aux Territoires du Nord, à la Politique scientifique et technologique, à la Politique de qualité de la vie et à la Réforme réglementaire. Il y ajoute les Consommateurs en février 2008, puis la Politique spatiale en juin suivant.
Il fait son retour au gouvernement lorsque Shinzō Abe revient au pouvoir en décembre 2012 et le nomme ministre des Affaires étrangères. Il est reconduit sous le troisième mandat du Premier ministre, en décembre 2014, avant d'être relevé de ses fonctions en août 2017.
Il est élu le 29 septembre 2021 président du PLD en remplacement de Yoshihide Suga, qui ne se représentait pas, et lui succède donc peu après comme Premier ministre du Japon. Ayant lui-même décidé de ne pas se représenter à l'issue de son mandat de trois ans, il est remplacé par Shigeru Ishiba à la présidence du PLD et à la direction du gouvernement japonais.

## Jeunesse et études
Fumio Kishida est issu d'une famille engagée en politique depuis plusieurs générations. Son grand-père (Masaki Kishida) puis son père (Fumitake Kishida) ont ainsi tous deux été membres de la Chambre des représentants pour l'ancien 1er district électoral d'Hiroshima (soit l'ouest de la préfecture, autour de la ville éponyme) à partir de 1928 à 1946 puis de 1953 à 1955 et de 1958 à 1960 pour le premier et de 1979 à 1992 pour le second, respectivement sous les couleurs du Parti libéral et du Parti libéral-démocrate. Son grand-père a été conseiller parlementaire (équivalent de sous-secrétaire d'État) à la Marine de 1937 à 1939 puis vice-ministre parlementaire à la Marine de 1944 à 1945.
Il est également le neveu, par alliance, de l'ancien gouverneur d'Hiroshima (de 1973 à 1981) et ministre de la Justice (de 1995 à 1996) Hiroshi Miyazawa, lui-même le frère de l'ancien Premier ministre (1991-1993) Kiichi Miyazawa.
Fumio Kishida étudie à l'université Waseda, où il obtient une licence de droit. Il s'engage dans une courte carrière de 5 ans, entre 1982 et 1987, au sein de la Long-Term Credit Bank of Japan ou LTCB (日本長期信用銀行, Nippon Chōki Shin'yō Ginkō, également abrégé en Chōgin).
Fumio Kishida reprend très tôt le flambeau familial, en se retirant tout d'abord du secteur privé dès 1987 pour devenir alors secrétaire parlementaire de son père puis, après la mort de ce dernier en 1992, pour lui succéder dans sa circonscription électorale à partir de 1993, à l'âge de seulement 36 ans.

## Parcours politique

### Un héritier à l'ascension rapide
Aux élections législatives du 18 juillet 1993, Fumio Kishida arrive en tête du vote unique non transférable dans l'ancien 1er district de la préfecture d'Hiroshima, où quatre sièges sont à pourvoir. Dans un contexte électoral difficile pour le Parti libéral-démocrate (PLD), il obtient ainsi un réel succès et montre la bonne implantation de sa famille, gagnant 127 721 voix et 21 % des suffrages exprimés. À partir de 1996, et la mise en place du nouveau système électoral mixte décidé en 1994, Fumio Kishida a été réélu six fois au scrutin uninominal majoritaire à un tour dans le nouveau 1er district de la même préfecture, soit les arrondissements de Naka, Higashi et Minami, le cœur de la ville de Hiroshima. Il a obtenu une majorité relative en 1996 (64 709 votes, 44,1 % face à six autres candidats) et 2009 (alors que le Parti démocrate du Japon (PDJ) perd les élections, il totalise pour sa part 95 475 suffrages et 47,3 % contre cinq adversaires), et une majorité absolue les autres fois (85 482 voix et 55,1 % en 2000 et 84 292 votes pour 55,5 % en 2003, ces deux fois avec uniquement face à lui un candidat du Parti démocrate du Japon et un autre du Parti communiste japonais, puis 107 239 suffrages soit 57,3 % en 2005 et 103 689 voix soit 63,5 % en 2012, contre trois adversaires).
Comme tous les autres membres de sa famille, Fumio Kishida a rejoint au sein du PLD le Kōchikai (宏池会) ou faction Miyazawa (car dirigée, à l'époque de son arrivée à la Diète, par Kiichi Miyazawa, le Premier ministre sortant en 1993), la plus ancienne et l'une des plus importantes factions internes au parti. Elle est l'une des héritières directes de l'ancien Parti libéral, et plus particulièrement de Hayato Ikeda, avec une position traditionnellement conservatrice modérée, surtout favorable à l'unité du parti, s'efforçant en permanence de rechercher un consensus avec les autres factions, à une forte coopération avec les hauts-fonctionnaires d'État et au maintien de bonnes relations avec les voisins asiatiques du Japon, tout particulièrement avec la Chine. S'il a participé à la « rébellion » organisée en novembre 2000 par le nouveau chef de la faction, Kōichi Katō (alors l'une des figures du camp réformateur du parti, avec Jun'ichirō Koizumi et Taku Yamasaki) contre le Premier ministre de l'époque Yoshirō Mori (Katō menace à l'époque de voter une motion de censure déposée par l'opposition, avant de marquer sa désapprobation de l'action gouvernementale en s'abstenant ostensiblement, avec plusieurs des membres de sa faction dont Kishida, le jour du vote de cette motion), il ne suit pas ce dernier lors de la scission du Kōchikai qui s'ensuit. Il reste favorable à la tendance plus traditionnelle et modérée du groupe, regroupant ceux ayant choisi de voter contre la censure et donc de soutenir Yoshirō Mori, dirigée par Mitsuo Horiuchi puis Makoto Koga à partir de 2006. Quoi qu'il en soit, vu par beaucoup comme le jeune espoir de ce groupe, Fumio Kishida a connu une ascension politique plutôt rapide.
Il est ainsi à la tête de la direction de la Jeunesse du parti dès 1997, puis est une première fois vice-ministre parlementaire auprès du ministre de la Construction, Masaaki Nakayama, des Cabinets Obuchi et Mori I du 5 octobre 1999 au 4 juillet 2000 et premier vice-ministre auprès d'Atsuko Tōyama, ministre de l'Éducation, de la Culture, des Sports, des Sciences et de la Technologie du premier Cabinet de Jun'ichirō Koizumi de mai 2001 à octobre 2002.

### Maîtrise de questions diverses
Le combat politique de Fumio Kishida s'oriente essentiellement sur les questions d'éthiques scientifiques, et de la promotion des sciences comme moyen d'améliorer la qualité de la vie des citoyens tout en se présentant comme un défenseur des droits des consommateurs. Dans un premier temps, il a été, de 1997 à 1998, président de la commission mineure de la Chambre des représentants chargée de s'assurer de la mention de la présence d'ingrédients génétiquement modifiés dans l'étiquetage des produits en contenant. Il a été par la suite l'un des principaux artisans de la réforme de la loi fondamentale de protection des consommateurs en 2004, qui transforme alors la définition du consommateur japonais (vu jusque-là par l'administration comme une « entité à protéger », et donc à encadrer, contre les entreprises) pour en faire, dans une optique plus libérale, une « entité autonome », avec son libre-arbitre et acteur plein et entier des mécanismes du marché. Il défend toujours les mêmes positions lorsqu'il est président de la Commission de la Santé, du Travail et des Affaires sociales de la Chambre des représentants de 2005 à 2006 puis directeur-général de l'alliance interparlementaire de promotion des Sciences de la Vie de 2006 à 2007, qui s'intéresse tout particulièrement aux questions de bioéthiques.

### Premières fonctions ministérielles
C'est en raison de ses affinités pour ces questions que Fumio Kishida est nommé, lors du remaniement du Cabinet de Shinzō Abe le 27 août 2007, ministre d'État chargé d'Okinawa et des Territoires du Nord (ce qui lui permet d'avoir ses premières responsabilités diplomatiques, ce portefeuille touchant à deux dossiers clés de la politique étrangère japonaise : la présence militaire américaine sur l'île d'Okinawa et le conflit territorial avec la Russie concernant les îles Kouriles), de la politique de qualité de la vie, de la politique scientifique et technologique, de l'initiative « Challenge Again » (un programme gouvernemental lancé en 2006 afin d'aider les jeunes freeters, les personnes âgées, les femmes et les chômeurs à se réinsérer durablement dans le marché du travail et ainsi réduire les inégalités existantes en fonction de l'âge ou du sexe) et de la réforme réglementaire. Il garde toutes ses prérogatives, à l'exception de la mention concernant le programme Challenge Again, dans le Cabinet de Yasuo Fukuda à partir du 26 septembre 2007.
Après la création du Conseil pour la promotion de la politique de consommation en février 2008, chargé de conseiller le gouvernement et de servir de lien entre ce dernier et les associations de défense des consommateurs, Kishida, considéré comme un expert en la matière, est donc chargé, en plus de ses anciennes prérogatives, de cette question.
Enfin, à la suite de l'adoption en mai 2008 de la « loi fondamentale sur l'espace » connue essentiellement pour avoir permis que l'espace soit désormais considéré comme un « moyen de garantir la paix et la sécurité internationales, d'assurer la sécurité du pays » et de permettre la défense de l'humanité (à quelques mois des déclarations du ministre de la Défense reconnaissant la nécessité de préparer les Forces japonaises d'autodéfense à une éventuelle attaque extraterrestre), Fumio Kishida a ajouté à ses prérogatives, depuis juin, celle de la politique spatiale.
Mais, le 1er août 2008, il n'est pas repris dans le gouvernement remanié de Yasuo Fukuda. Après la démission de ce dernier, il soutient Nobuteru Ishihara, connu pour sa défense de réformes administratives, lors de l'élection organisée pour lui trouver un successeur le 22 septembre. Celui-ci obtient l'avant-dernier score parmi cinq candidats, avec seulement 37 voix de parlementaires, arrivant derrière le keynésien populiste Tarō Asō (élu dès le premier tour avec 351 votes), le conservateur fiscal Kaoru Yosano (66 voix) et la libérale Yuriko Koike (46 suffrages), partisane de la continuation des réformes de Jun'ichirō Koizumi, mais devant le « faucon » et spécialiste des questions de défense Shigeru Ishiba (25 votes). Il est resté proche par la suite de Nobuteru Ishihara.

### Cadre de l'opposition

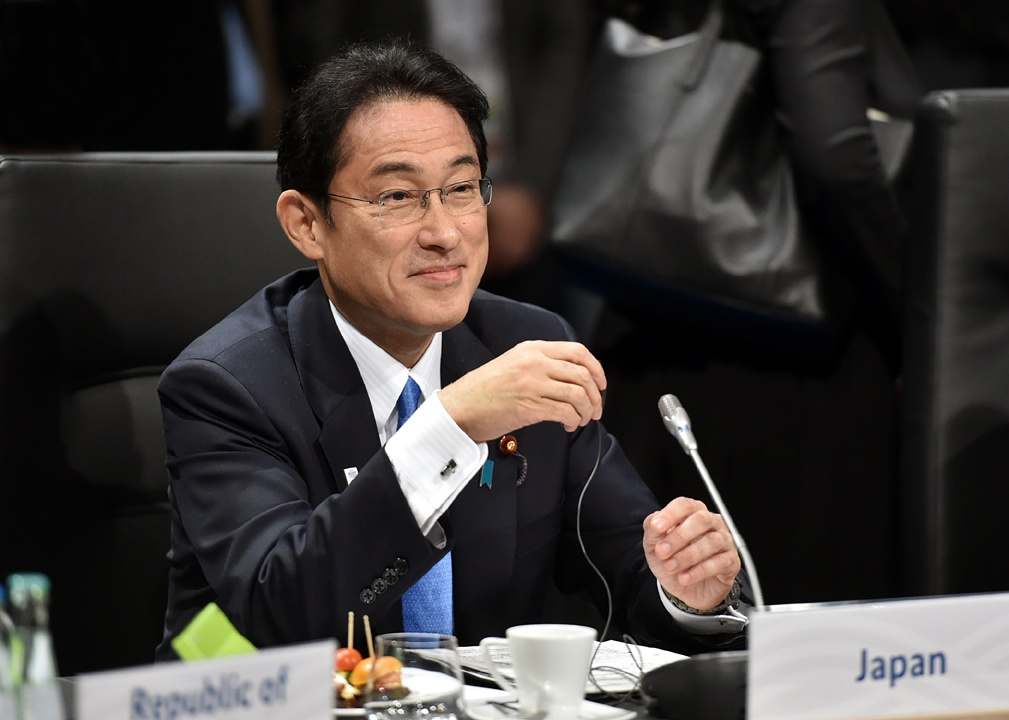
Fumio Kishida lors du Sommet du G20 de 2017.

Après le passage du PLD dans l'opposition, Fumio Kishida devient l'une des figures du mouvement, sous la présidence de Sadakazu Tanigaki (qui, ayant hérité de la direction de la tendance « Katō » du Kōchikai, l'a faite rejoindre celle de Makoto Koga pour reformer une faction unique à partir de 2008). Celui-ci le nomme ainsi le 14 octobre 2011 à l'un des postes exécutifs du mouvement, à savoir la présidence du Conseil des Affaires de la Diète, ce qui en fait le numéro cinq de l'exécutif du parti.
Pour l'élection à la présidence du PLD le 26 septembre 2012, à laquelle Sadakazu Tanigaki ne se représente pas (faute de soutien, y compris celle de la faction Koga), Fumio Kishida fait, comme en 2008, partie des principaux partisans de Nobuteru Ishihara, qui était jusqu'à présent le secrétaire général et numéro deux du parti. Il contribue notamment à constituer un groupe trans-faction pour défendre sa candidature, le Keiso no kai, avec d'autres figures de la direction sortante : le président du conseil général (numéro trois) Ryū Shionoya ou le secrétaire général délégué Ryōtarō Tanose. Mais Nobuteru Ishihara est une nouvelle fois battu, arrivant troisième parmi cinq candidats avec 96 voix, derrière Shigeru Ishiba (199 votes) et Shinzō Abe (141 suffrages), mais devant Nobutaka Machimura (34 bulletins) et Yoshimasa Hayashi (27 voix). Shinzō Abe est finalement élu au deuxième tour.
Par la suite, s'il n'est pas reconduit à la tête du Conseil des Affaires de la Diète par le nouveau président, il succède le 4 octobre 2012 à Makoto Koga (qui, à 72 ans, a décidé de se retirer de la vie politique) à la tête du Kōchikai. Toutefois, ce groupe apparaît à nouveau divisé, puisque Sadakazu Tanigaki crée de nouveau une faction dissidente avec un peu moins de la moitié de ses membres.

### Ministre des Affaires étrangères

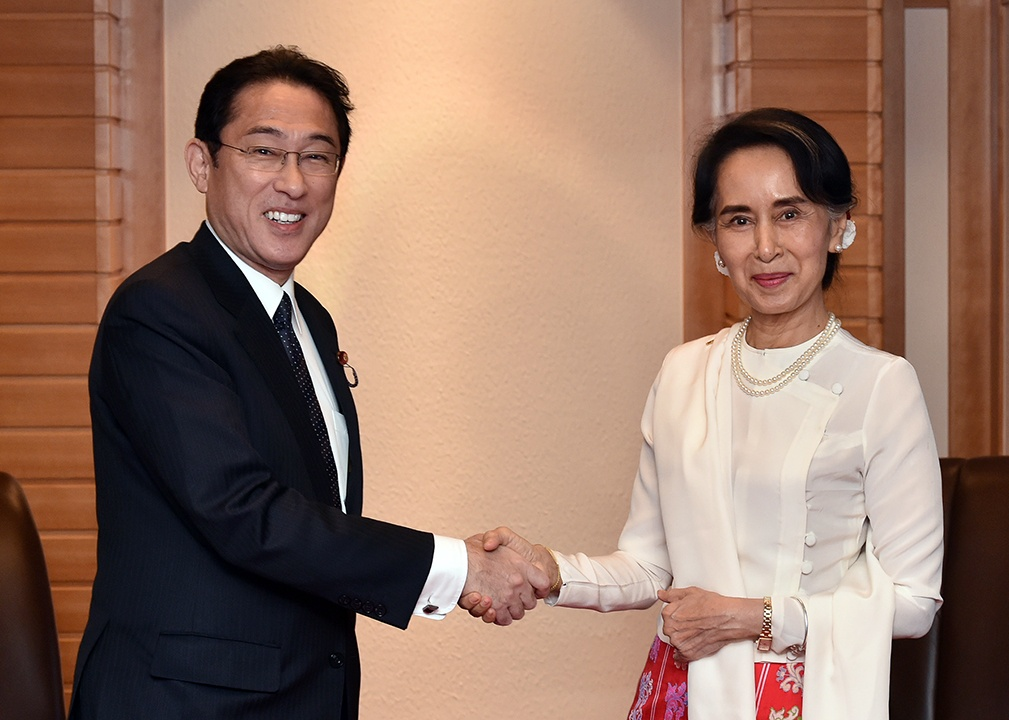
Fumio Kishida avec Aung San Suu Kyi, en novembre 2016.

Après la nette victoire du PLD aux élections législatives anticipées du 16 décembre 2012 (obtenant à lui seul une majorité absolue de 294 sièges sur 480, arrivant au seuil des deux tiers grâce à l'apport des 31 élus du Nouveau Kōmeitō), Shinzō Abe est élu Premier ministre dix jours plus tard. Il nomme Fumio Kishida au poste de ministre des Affaires étrangères. Ce choix est alors présenté par les médias comme une volonté de mettre à profit sa connaissance des dossiers touchant à la préfecture d'Okinawa, étant donné sa précédente expérience gouvernementale, pour régler la question du déménagement de la base américaine de Futenma sur un site moins urbanisé au nord de l'île. Il s'agit de l'un des sujets de tension principaux avec les États-Unis alors que Shinzō Abe a fait du renforcement de l'alliance nippo-américaine l'un des axes centraux de sa politique étrangère. Kishida, qui a la réputation également d'être une « colombe » en matière de diplomatie asiatique et chef d'une faction traditionnellement connue comme sinophile, est également vu par les observateurs politiques comme le moyen de tempérer l'image de « faucon » et le discours très offensif à l'égard de la Chine ou de la Corée du Sud du nouveau Premier ministre lors de la campagne électorale,.
À la suite de la démission de Tomomi Inada le 28 juillet 2017, Fumio Kishida est nommé ministre de la Défense par intérim sur décision du Premier ministre. Il est remplacé le 3 août par Itsunori Onodera au ministère de la Défense et par Tarō Kōno au ministère des Affaires étrangères.

### Défaite à l'élection du président du PLD de 2020
Après l'avoir un temps envisagé comme son possible successeur, Shinzo Abe lui refuse finalement son soutien, le jugeant « pas assez mûr ». C'est Yoshihide Suga qui est choisi par les notables du PLD au poste de Premier ministre.

### Premier ministre du Japon

#### Élection à la direction du PLD

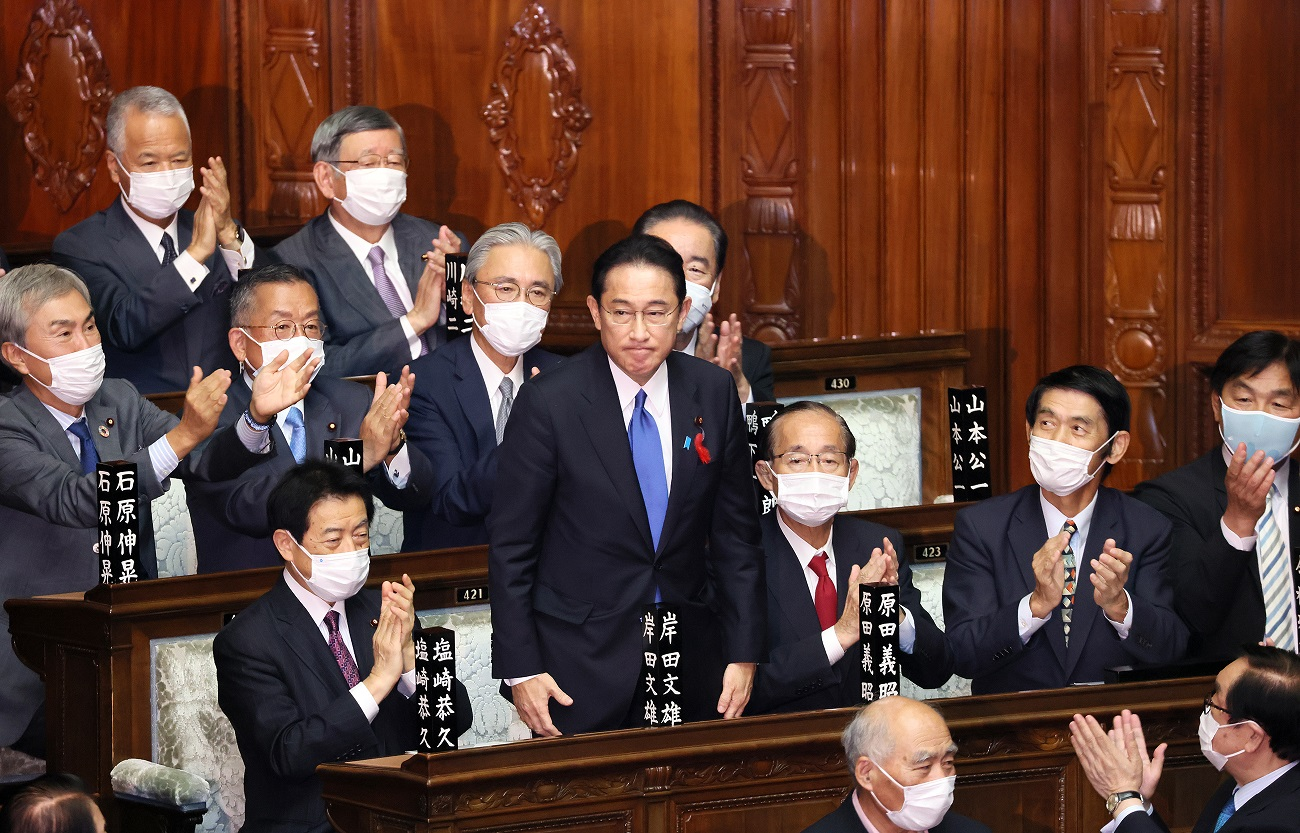
Fumio Kishida est élu Premier ministre le 4 octobre 2021.

Fumio Kishida se déclare en 2021 candidat pour succéder à Yoshihide Suga au poste de Premier ministre. Dans son programme, il vise particulièrement la compétitivité scientifique et technologique et le renforcement des investissements dans les semi-conducteurs et autres techniques de pointe. Son élection à la tête du PLD, le 29 septembre 2021, en fait de facto le successeur de Yoshihide Suga au poste de Premier ministre,.
Bénéficiant du soutien des membres dirigeants du parti, Fumio Kishida l'emporte au second tour sur Tarō Kōno, davantage populaire au sein des militants. La confirmation de Kishida, perçu comme un modéré, au poste de Premier ministre a lieu le 4 octobre,,.
Fumio Kishida ne devrait pas s'écarter de la ligne de ses prédécesseurs en matière de défense, de diplomatie et d'économie selon les analystes. Il décide de porter les dépenses militaires à 47,2 milliards d’euros pour l'année 2021 et envisage de les doubler par la suite pour les porter à 2 % du PIB du pays.

#### Exercice de la fonction
Après l'assassinat de l'ancien Premier ministre Shinzō Abe, le 8 juillet 2022, en raison de ses liens avec la secte Moon, la polémique sur l'influence de cette dernière sur le gouvernement contraint Kishida à effectuer un remaniement pour écarter les ministres trop proches de la secte. Sont ainsi évincés le ministre de la défense Nobuo Kishi, petit frère de Shinzo Abe, le ministre de l’économie Koichi Hagiuda et le président de la Commission nationale de la sécurité publique Satoshi Ninoyu,,. D'après un sondage, 86 % des Japonais pensent que les politiciens doivent rompre leurs liens avec la secte Moon, et seuls 7 % pensent que ce n'est pas nécessaire. De nouveaux scandales conduisent à une série de démissions au sein du gouvernement en fin d'année 2022.
Deux ministres, Sanae Takaichi et Ken'ya Akiba, se rendent au sanctuaire controversé de Yasukuni, qui honore notamment la mémoire de responsables nippons condamnés pour crimes de guerre, le 15 août 2022 pour commémorer la fin de la Seconde Guerre mondiale. Les visites de responsables gouvernementaux japonais à ce sanctuaire suscitent régulièrement la colère des pays ayant souffert des crimes de l'armée japonaise avant et pendant la guerre, notamment les deux Corées et la Chine.
Au mois d'août 2022, 36 % des Japonais se déclarent satisfaits de l'action du gouvernement de Fumio Kishida, et 54 % s'en disent mécontents.
Une nouvelle « stratégie de sécurité nationale » est officialisée en décembre 2022. Elle prévoit de doubler la part des dépenses militaires dans le PIB du Japon (passant de 1 à 2 % du PIB), financées par des hausses d'impôts. Le pays envisage d’acheter aux États-Unis jusqu’à 500 missiles de croisière Tomahawk, ainsi que des missiles de longue portée SM-6, développer des missiles hypersoniques et construire des dizaines de nouveaux dépôts de munitions sur son territoire pour accueillir des missiles de «contre-attaque» et d’autres armements. Washington a accueilli avec satisfaction ces annonces : « L’objectif du Japon d’augmenter de manière significative ses investissements en matière de défense va (...) renforcer et moderniser l’alliance entre les États-Unis et le Japon »,. Ces nouvelles ambitions militaires du gouvernement japonais ont été reçues avec inquiétude tant par la Corée du Nord que par la Corée du Sud. De nouveaux accords militaire sont signés en janvier 2023 avec les États-Unis, qui stationnent 54 000 soldats et des centaines d'appareils et de navires dans l'archipel.
L'économie japonaise est rattrapée, comme bien d'autres pays, par la crise en 2022. L'Inflation progresse à 4 % et dépasse 8 % dans le domaine alimentaire alors que les salaires augmentent peu et le déficit commercial atteint le montant record de 144 milliards d'euros.
Fumio Kishida, en quête d'un nouveau souffle, remanie le gouvernement le 13 septembre 2023 en nommant cinq femmes parmi ses dix-neuf ministres, un record au Japon. L'affaire des caisses noires du PLD le contraint en décembre 2023 à un nouveau remaniement ; quatre ministres et cinq vices-ministres impliqués dans le scandale sont remplacés. Fumio Kishida n'est plus crédité que de 17 % d'opinions favorables, une chute de 4 points par rapport au mois précédent.

#### Tentative d'attentat à son encontre
Le 15 avril 2023, quelques mois après l'assassinat de l'ancien Premier ministre Shinzō Abe, il échappe à un attentat commis contre sa personne par un jeune homme lors d'une réunion publique à Wakayama, dans le sud du pays.
L'attaque ne fait aucune victime tandis que son auteur est arrêté par la police locale.

#### Démission
Alors qu'il était pressenti pour briguer un deuxième mandat à la présidence du Parti libéral-démocrate, Fumio Kishida annonce le 14 août 2024 son intention de ne pas concourir à l'élection prévue pour le mois de septembre suivant. Il laisse alors à son parti le choix d'élire un nouveau chef, qui devrait le remplacer dans la foulée comme Premier ministre. Shigeru Ishiba est élu président du Parti libéral-démocrate le 27 septembre suivant et lui succède comme Premier ministre le 1er octobre,.

## Positionnement politique
Conservateur et nationaliste, il plaide pour un « néocapitalisme[précision nécessaire] ». Il s'est prononcé en faveur de la relance des centrales nucléaires, controversées au Japon depuis l'accident de Fukushima, et défend une augmentation des dépenses militaires et un renforcement des liens avec les États-Unis d'Amérique, considérant la Chine comme une menace. Il ne souhaite pas accorder aux femmes mariées le droit de conserver leur nom de jeune fille. Il se positionne contre l'autorisation des mariages homosexuels.
Comme ses prédécesseurs Shinzō Abe et Yoshihide Suga, Fumio Kishida est membre de l'organisation ultranationaliste et d'extrême droite Nippon Kaigi,.

## Décorations
- Grand-croix de l'ordre d'Isabelle la Catholique ( Espagne)
- Grand-croix de l'ordre d'Orange-Nassau ( Pays-Bas)